# Leptostylis crassicauda
Leptostylis crassicauda är en kräftdjursart som beskrevs av John Todd Zimmer 1907. Leptostylis crassicauda ingår i släktet Leptostylis och familjen Diastylidae. Inga underarter finns listade i Catalogue of Life.